# Nemda
La Nemda (in russo Немда?) è un fiume della Russia europea centrale (Repubblica dei Mari e oblast' di Kirov), affluente di destra della Pižma, a sua volta affluente della Vjatka.
La sorgente del fiume si trova sul Vjatskij Uval a nord dell'insediamento di tipo urbano di Kužener. La direzione generale della corrente è settentrionale. Sfocia in Pižma poco a ovest della città di Sovetsk.
I suoi principali affluenti sono: Nemdež (a sinistra), Tolman' (a sinistra), Šukšan (a sinistra), Gremečka (a destra), Šišurka (a sinistra), Kon'ga (a sinistra), Sur'ja (a destra), Laž (a destra), Kurba (a sinistra), Kičminka (a sinistra), Orjuška (a sinistra), Čuča (a sinistra) e Rujka (a destra).
La Nemda è gelata, in media, da novembre a metà aprile. Lungo le rive vi sono affioramenti di rocce calcaree del Permiano, note come le scogliere della Nemda e considerate un monumento naturale e una popolare attrazione turistica.

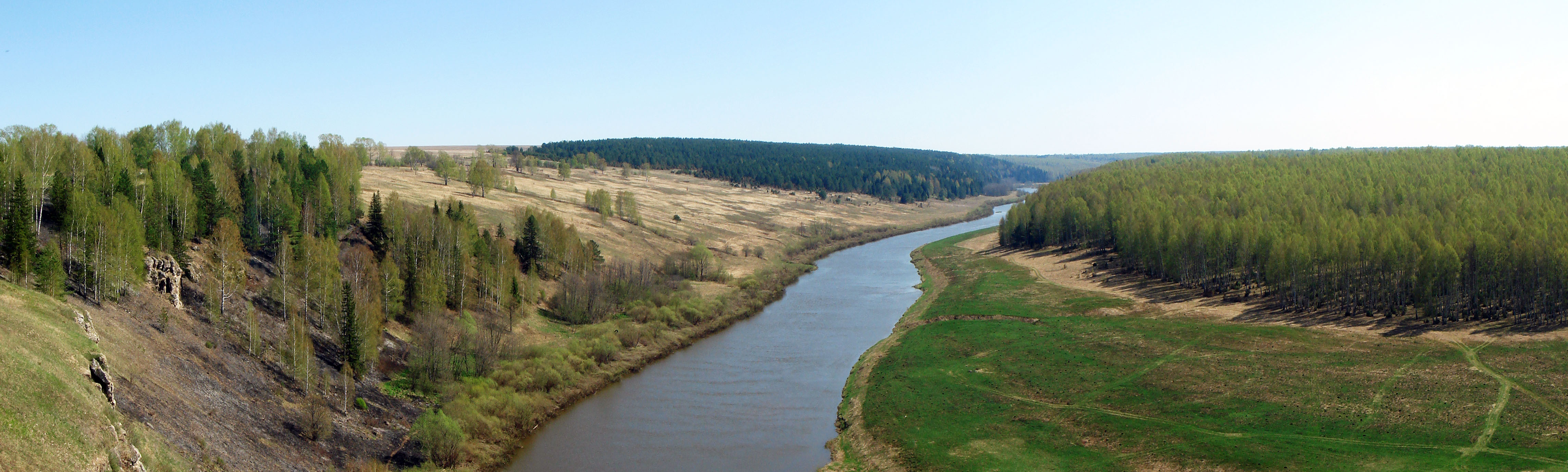
Il corso della Nemda nell'oblast' di Kirov